# José María Monzó García
José María Monzó García (Requena, 1941) es un ensayista y crítico cinematográfico español.

## Biografía
Licenciado en Teología, entró en el Seminario Metropolitano de Valencia a los 12 años y allí empezó a conocer la importancia del cine con el neorrealismo. En el 1957 o 1958 se hizo cargo del cineclub del Seminario con la ayuda de José María López Piñero, realizando la  programación cinematográfica de todo el Seminario. Al acabar la carrera, trabajó como profesor de Medios de Comunicación Social en el mismo Seminario y conoció al director cinematográfico  Basilio Martín Patino presentando en Valencia su película Nueve cartas a Berta, en su presencia. Ejerció de sacerdote unos años en Buñol.  Después se secularizó, se casó y tuvo tres hijos. Durante 25 años trabajó en una multinacional.
Su  gran labor ejercida en torno al cine, incluye la enseñanza, la crítica cinematográfica y fue fundador en la Comunidad Valenciana de varios cineclubs. Fue crítico de referencia en la Hoja del Lunes de Valencia  así como de otras publicaciones, principalmente en el periodo entre 1989 y 1990. Fue miembro fundador de la Colección Guías para ver y analizar (el cine), Editorial Nau Llibres con 75 títulos publicados y formó parte de su Consejo asesor. También participó durante tres años en la revista de teología Iglesia Viva ejerciendo la crítica cinematográfica.

## Obras
Entre sus publicaciones destacan Con la muerte en los talones, de Alfred Hitchcock, y Ordet, de Carl Theodor Dreyer publicados para la serie de Guías para ver y analizar (el cine). También destacan sus artículos sobre Francisco juglar de Dios, de Roberto Rossellini, El Reverendo, de Paul Schrader, y su última publicación,  El Evangelio según San Mateo de Pier Paolo Pasolini, además de reseñas sobre cine y televisión en la prensa valenciana durante los años 1998-1990.
Es autor del capítulo Entre la vida y las máscaras: una ficción llamada cinematografía. “Persona” (1965) del libro Máscaras de la carne, aproximaciones al cine de Ingmar Bergman (1908-2018) de Juan Miguel Company.

## Homenaje
En junio de 2020 fue homenajeado por sus paisanos en la séptima edición del festival de cortometrajes Requena y… ¡Acción! por una carrera dedicada al estudio y difusión del cine a través de la enseñanza y la escritura. José María también colaboró en diversas actividades organizadas por el festival.